# Yaroslav Koroliov
Yaroslav Ígorevich Korolev (7 de mayo de 1987 en Moscú, Unión Soviética) es un exjugador profesional de baloncesto de nacionalidad rusa retirado en 2016.

## Biografía
Se formó como jugador en las filas del Avtodor Saratov, equipo desde el que ingresó en la cantera del CSKA de Moscú. En las categoría inferiores del CSKA fue una auténtica sensación por lo que rápidamente pasó a formar parte de la primera plantilla conquistando en 2005 los títulos de campeón de la Superliga y de la Copa rusas.
En 2005, cuando contaba con 18 años fue elegido por Los Angeles Clippers, en puesto 12 de la primera ronda del Draft, club con el que debutó en la NBA y a cuya disciplina perteneció durante las temporadas 2005/06 y 2006/07 aunque siempre tuvo un papel secundario disputando tan solo 34 partidos durante toda su etapa con el equipo angelino aportando de media 1.1 puntos y 0.5 rebotes en cada uno de ellos. 
En diciembre de 2007 regresó a Rusia donde firmó un contrato por el Dynamo de Moscú, club en el que militó dos temporadas.
La temporada 2009/10 la inició en los Albuquerque Thunderbirds de la NBA Development League con los que disputó un total de 20 partidos en los que firmó unas medias de 9.8 puntos y 5.3 rebotes. Mediada la temporada de marchó a los Reno Bighorns de la misma competición con los que llegó a jugar los play-off por el título y donde finalizó con unos números de 11.3 puntos y 5.8 rebotes.
A finales de julio de 2010 se comprometió por una temporada con el CB Granada de la liga ACB de España. El 13 de agosto de 2011, firma con el Lagun Aro GBC. 
Posteriormente, en febrero de 2016, y ya con 28 años el jugador alcanza un acuerdo con el Planasa Navarra para disputar el final de la temporada 2015/2016 en la liga LEB Oro donde disputó sus últimos 11 partidos (con unos promedios de 16'9 puntos y 6'9 rebotes en 28 minutos) como jugador en activo.

## Estadísticas de su carrera en la NBA

### Temporada regular
| Año     | Equipo      | PJ | PT | MPP | %TC  | %3P  | %TL  | RPP | APP | ROB | TPP | PPP |
| ------- | ----------- | -- | -- | --- | ---- | ---- | ---- | --- | --- | --- | --- | --- |
| 2005–06 | LA Clippers | 24 | 0  | 5.3 | .300 | .286 | .700 | .5  | .4  | .1  | .0  | 1.1 |
| 2006–07 | LA Clippers | 10 | 0  | 4.1 | .250 | .200 | .500 | .3  | .4  | .3  | .0  | 1.2 |
| Total   | Total       | 34 | 0  | 4.9 | .283 | .250 | .625 | .5  | .4  | .2  | .0  | 1.1 |